# Scrooge Festival
Das Scrooge Festival ist ein zweitägiges Theaterfestival im historischen Zentrum von Arcen, ein Vorort des niederländischen Kreises Venlo.
Das Festival wird seit 2009 von der Stiftung Volkskultur Arcen organisiert in Zusammenarbeit mit der Gemeinde Venlo, Unternehmern, Verbänden und Personen des Ortes. Insgesamt sind fast 300 Menschen beteiligt.
Das Festival ist eine Wiederbelebung von London zur Zeit des Finanziers und Geizhalses Ebenezer Scrooge aus dem berühmten Roman A Christmas Carol von Charles Dickens. Die Idee dieses Festivals kommt von Deventer, wo das Dickens-Festival jährlich stattfindet.
Das Gebiet ist so authentisch wie möglich eingerichtet, um die Atmosphäre des Romans wiederzugeben. Einige Bewohner sind  in  der Mode von 1843 gekleidet, andere tragen kleine Theaterstücke vor, die aus dem Roman stammen.

## Weblink
- Offizielle Website (deutsch, niederländisch)